# Isocoma
 Isocoma   Nutt., 1840  è un genere di piante angiosperme dicotiledoni della famiglia delle Asteraceae, sottofamiglia Asteroideae, tribù Astereae (North American lineage) e sottotribù Machaerantherinae.

## Etimologia
Il nome del genere deriva dal greco "isos" (= uguale) e "kome" (= capelli). Il nome fa riferimento ai suoi fiori tutti uguali.
Il nome scientifico del genere è stato definito dal botanico Thomas Nuttall (1786-1859) nella pubblicazione " Transactions of the American Philosophical Society Held at Philadelphia for Promoting useful Knowledge. Philadelphia" ( Trans. Amer. Philos. Soc. ser. 2, 7: 320) del 1840.

## Descrizione

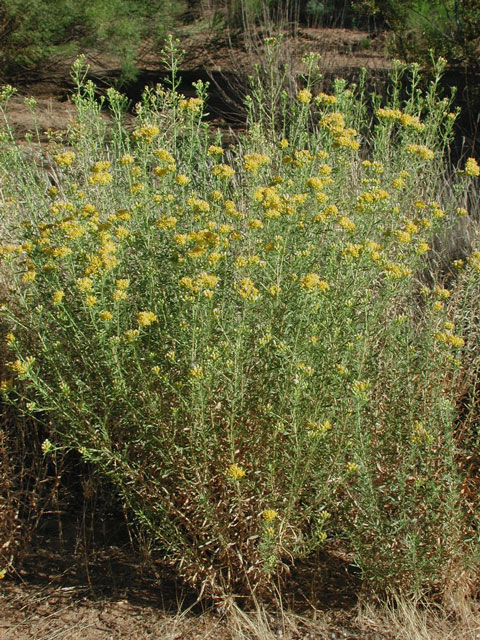
Il portamento
Isocoma acradenia

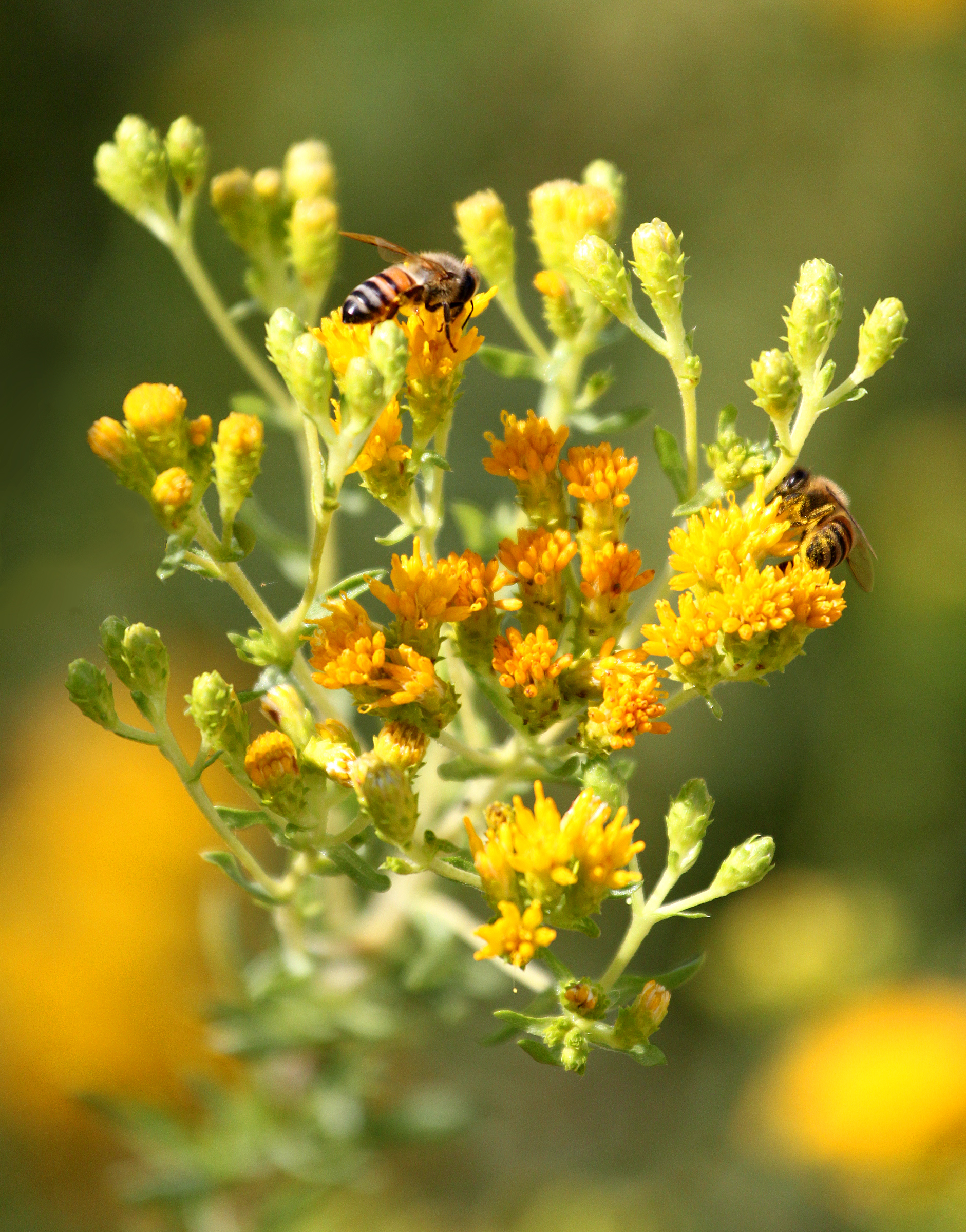
Infiorescenza
Isocoma menziesii

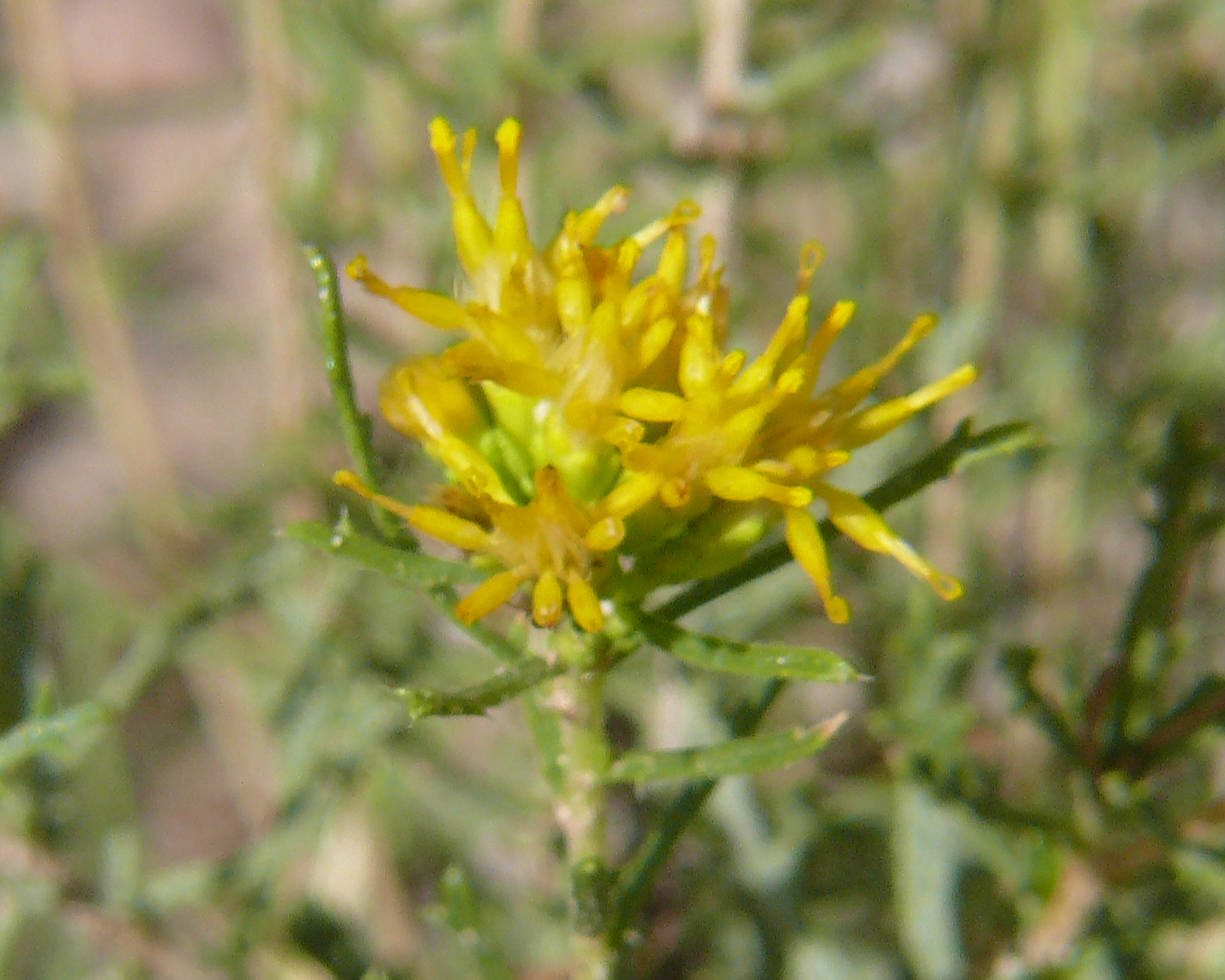
I fiori
Isocoma tenuisecta

Portamento. Le specie di questo genere hanno un ciclo biologico perenne con habitus erbaceo (eventualmente subarbustivo). La superficie può essere glabra, glutinosa, villosa tomentosa o ispida.
Fusto. La parte aerea è eretta, semplice o poco ramosa. Le basi spesso sono legnose. I fusti sono glabri o ispidi, villosi o tomentosi, solitamente ghiandolari, talvolta stipitato-ghiandolari, raramente ghiandolari, spesso resinosi. Altezza media: 20 - 120 cm.
Foglie. Le foglie, perlopiù cauline, lungo il caule sono disposte in modo alternato e sessile. La lamina è intera con forme da lineari a oblanceolate o obovate; i margini sono da interi a dentati o pennatifidi (i denti possono essere spinosi). La pagina fogliare è mono-nervata. Le facce sono glabre o ispide, villose o tomentose, solitamente punteggiate di ghiandole.
Infiorescenza. Le sinflorescenze sono sia scapose (capolini solitari) che composte da diversi capolini raccolti in formazioni corimbose o in altro modo (grappoli compatti). Le infiorescenze vere e proprie sono composte da un capolino terminale sessile di tipo disciforme. I capolini sono formati da un involucro, con forme da campanulate a turbinate o obconiche, composto da 15 - 30 brattee, al cui interno un ricettacolo fa da base ai fiori di due tipi: fiori del raggio (qui assenti) e fiori del disco. Le brattee, con forme da oblunghe a lineari, con margini scariosi, con facce glabre o tomentose, a volte punteggiate di ghiandole, a volte con tasche resinose e a consistenza cartacea (gli apici sono verdi-erbacei) sono disposte in modo più o meno embricato e scalato su 4 - 6 serie. Il ricettacolo (senza pagliette) bucherellato a protezione della base dei fiori ha delle forme piatte. Dimensione degli involucri: 3 - 10 x 2 - 8 mm.
Fiori.  I fiori sono tetra-ciclici (formati cioè da 4 verticilli: calice – corolla – androceo – gineceo) e pentameri (calice e corolla formati da 5 elementi). Si distinguono in:
- fiori del raggio (esterni): sono assenti;
- fiori del disco (centrali): sono da 8 a 30 per capolino con forme brevemente tubulose (attinomorfe); sono ermafroditi.

- Formula fiorale:

*/x K {\displaystyle \infty }, [C (5), A (5)], G 2 (infero), achenio
- Calice: i sepali del calice sono ridotti ad una coroncina di squame.

- Corolla: (i fiori del disco) la forma è tubulare bruscamente divaricata in 5 lobi (il tubo, alla fioritura, eleva le corolle sopra gli involucri); i lobi, eretti (quelli più marginali sono ricurvi), hanno una forma triangolare; il colore è giallo e arancio.

- Androceo: l'androceo è formato da 5 stami sorretti da filamenti generalmente liberi; gli stami sono connati e formano un manicotto circondante lo stilo; le teche (produttrici del polline) alla base sono troncate e sono lievemente auricolate (molto raramente sono speronate o hanno una coda); le appendici apicali delle antere hanno delle forme piatte e lanceolate; il tessuto endoteciale (rivestimento interno dell'antera) è quasi sempre polarizzato (con due superfici distinte: una verso l'esterno e una verso l'interno). Il polline è sferico con un diametro medio di circa 25 micron;  è tricolporato (con tre aperture sia di tipo a fessura che tipo isodiametrica o poro) ed è echinato (con punte sporgenti).

- Gineceo: l'ovario è infero uniloculare formato da 2 carpelli. Lo stilo (il recettore del polline) è profondamente bifido (con due stigmi divergenti) e con le linee stigmatiche marginali separate. I due bracci dello stilo hanno una forma strettamente triangolare e possono essere papillosi o ricoperti da ciuffi di peli.

Frutti. I frutti sono degli acheni con pappo: il corpo (brunastro), con 3 - 11 nervature longitudinali (talvolta resinose), ha una forma da obpiramidale a affusolata e superficie sericea. Le setole del pappo (da 40 a 50) sono spesse irregolarmente, barbate e sono disposte su 2 – 3 serie e graduate in altezza (tendono ad essere appiattite almeno alla base).

## Biologia
Impollinazione: l'impollinazione avviene tramite insetti (impollinazione entomogama tramite farfalle diurne e notturne).

Riproduzione: la fecondazione avviene fondamentalmente tramite l'impollinazione dei fiori (vedi sopra).

Dispersione: i semi (gli acheni) cadendo a terra sono successivamente dispersi soprattutto da insetti tipo formiche (disseminazione mirmecoria). In questo tipo di piante avviene anche un altro tipo di dispersione: zoocoria. Infatti gli uncini delle brattee dell'involucro (se presenti) si agganciano ai peli degli animali di passaggio disperdendo così anche su lunghe distanze i semi della pianta. Inoltre per merito del pappo il vento può trasportare i semi anche a distanza di alcuni chilometri (disseminazione anemocora).

## Distribuzione e habitat
Le specie di questo genere sono distribuite negli U.S.A. e Messico.

## Sistematica
La famiglia di appartenenza di questa voce (Asteraceae o Compositae, nomen conservandum) probabilmente originaria del Sud America, è la più numerosa del mondo vegetale, comprende oltre 23.000 specie distribuite su 1.535 generi, oppure 22.750 specie e 1.530 generi secondo altre fonti (una delle checklist più aggiornata elenca fino a 1.679 generi). La famiglia attualmente (2021) è divisa in 16 sottofamiglie; la sottofamiglia Asteroideae è una di queste e rappresenta l'evoluzione più recente di tutta la famiglia.

### Filogenesi
La tribù Astereae (una delle 21 tribù della sottofamiglia Asteroideae) comprende circa 40 sottotribù. In base alle ultime ricerche nella tribù sono stati individuati (provvisoriamente) 5 principali lignaggi:
- Basal grade: include alcuni generi isolati, il gruppo "South American-Oceania",  alcune sottotribù africane e il gruppo dei generi legnosi del Madagascar.
- Bellis lineage: comprende le sottotribù eurasiatiche e una sottotribù africana.
- Aster lineage: include i generi asiatici di Asterinae e i principali gruppi dell'Australia e dell'Oceania.
- Baccharis lineage: include alcuni gruppi sudamericani.
- North American lineage: include la vasta gamma di sottotribù del Nordamerica, Messico e alcuni gruppi distribuiti nel Sudamerica.

Il genere  Isocoma  (insieme alla sottotribù Machaerantherinae) è incluso nel lignaggio "North American lineage". Attualmente la sottotribù è suddivisa in 5 gruppi informali: Basal grade - Machaeranthera group - Haplopappus group - Xanthocephalum group - Lessingia group. Questo genere si trova nel "Xanthocephalum group". Inoltre con il genere Rayjacksonia forma un "gruppo fratello".
I caratteri distintivi del genere sono:
- il portamento è perenne-subarbustivo;
- le foglie sono punteggiate di ghiandole (a volte stipitato-ghiandolari) e sono spesso resinose;
- i capolini sono discoidali raggruppati in modo compatto in matrici terminali e corimbiformi;
- i fiori del raggio sono assenti;
- le corolle sono a disco a forma di calice.

Il numero cromosomico delle specie di questo genere è: 2n = 12.
In precedenti trattazioni le specie di questo genere erano incluse nel genere Haplopappus Cassini sect. Isocoma (Nuttall) H. M. Hall.

### Elenco delle specie
Questo genere ha 16 specie:
- Isocoma acradenia (Greene) Greene
- Isocoma arguta  Greene
- Isocoma azteca  G.L.Nesom
- Isocoma coronopifolia  Greene
- Isocoma drummondii  Greene
- Isocoma felgeri  G.L.Nesom
- Isocoma gypsophilia  B.L.Turner
- Isocoma hartwegii  Greene
- Isocoma humilis  G.L.Nesom
- Isocoma menziesii  (Hook. & Arn.) G.L.Nesom
- Isocoma pluriflora  Greene
- Isocoma rusbyi  Greene
- Isocoma tehuacana  G.L.Nesom
- Isocoma tenuisecta  Greene
- Isocoma tomentosa  G.L.Nesom
- Isocoma veneta  (Kunth) Greene